# Saracen Fountain

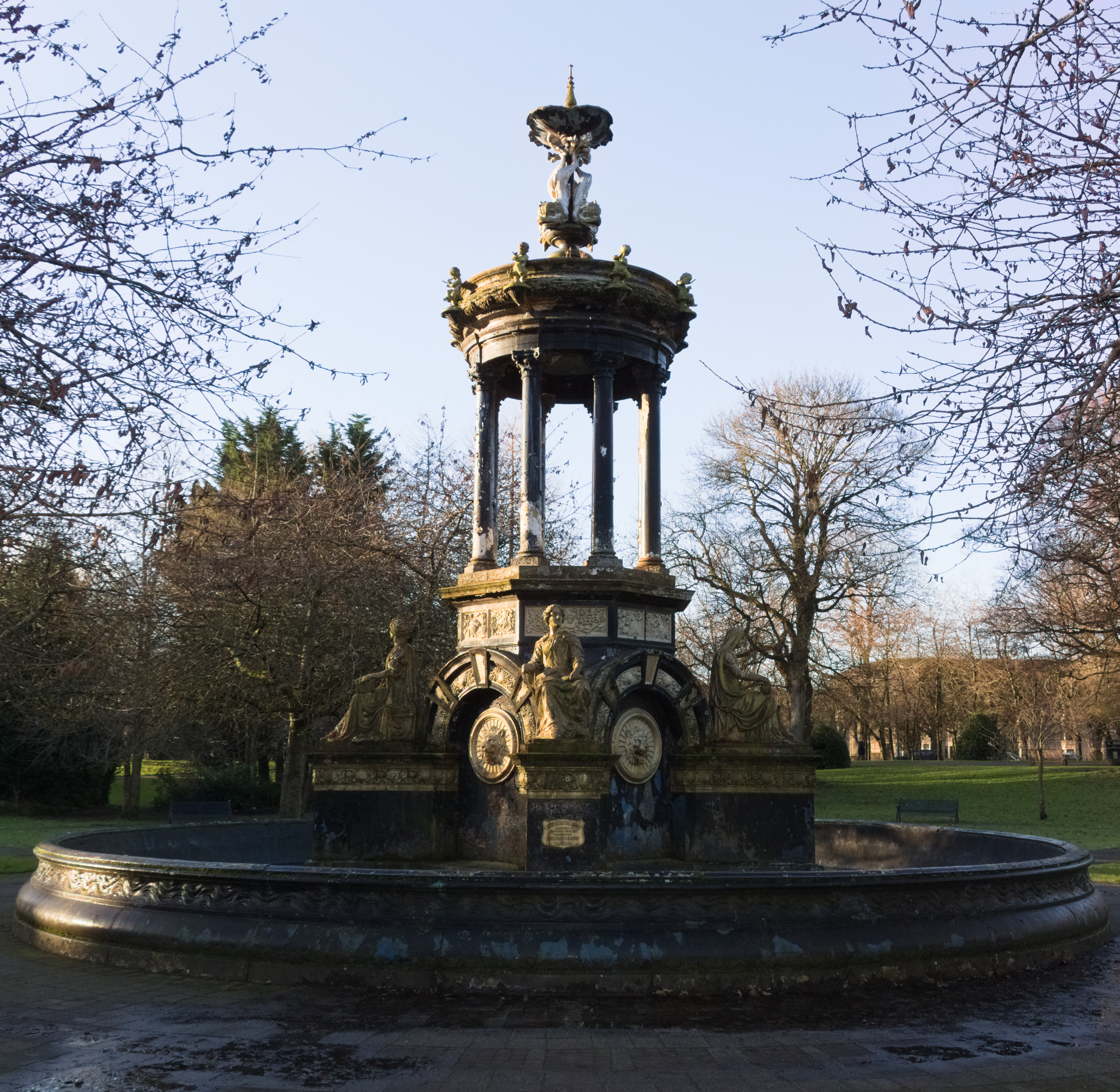
Saracen Fountain

Der Saracen Fountain ist ein Brunnen in der schottischen Stadt Glasgow. 1992 wurde das Bauwerk in die schottischen Denkmallisten in der höchsten Denkmalkategorie A aufgenommen.

## Geschichte
Der Brunnen wurde für die Glasgow International Exhibition, die 1901 im städtischen Kelvingrove Park angesiedelt war, erbaut. Entwurf und Fertigung übernahm die namengebende ortsansässige Saracen Foundry (Walter Macfarlane & Co). Noch bis 1914 wurde der Brunnen im Kelvingrove Park im Glasgower Nordwesten belassen. Dann wurde er an seinen heutigen Standort im Alexandra Park versetzt.

## Beschreibung
Der Saracen Fountain steht am südwestlichen Ende des Alexandra Parks im östlichen Glasgower Distrikt Dennistoun. Das Becken des Gusseisenbrunnens durchmisst 11,5 m. Der zwölf Meter hohe Aufbau mit herausragender skulpturaler Ausgestaltung ist als Interpretation des Lysikratesmonuments in Athen zu verstehen. Seine Plinthe säumen vier gusseiserne, sitzende Skulpturen. Auf der aufsitzenden Rotunde ruht ein kleiners Becken. Auf mehreren Tafeln entlang des Brunnens ist der Hersteller „Walter MacFarlane and Co, architectural sanitary and artistic, ironfounders, Saracen foundry, Glasgow“ ausgewiesen.